# Conference League 1997-1998
La Conference League 1997-1998, conosciuta anche con il nome di GM Vauxhall Conference per motivi di sponsorizzazione, è stata la 19ª edizione del campionato inglese di calcio di quinta divisione.

## Squadre partecipanti
| Squadra                | Città           | Stagione precedente                                            |
| ---------------------- | --------------- | -------------------------------------------------------------- |
| Cheltenham Town        | Cheltenham      | 2º posto in Southern League Premier Division, promosso         |
| Dover Athletic         | Dover           | 17º posto in Conference League                                 |
| Farnborough Town       | Farnborough     | 7º posto in Conference League                                  |
| Gateshead              | Gateshead       | 10º posto in Conference League                                 |
| Halifax Town           | Halifax         | 19º posto in Conference League                                 |
| Hayes                  | Londra (Hayes)  | 15º posto in Conference League                                 |
| Hednesford Town        | Hednesford      | 8º posto in Conference League                                  |
| Hereford United        | Hereford        | 24º posto in Football League Third Division, retrocesso        |
| Kettering Town         | Kettering       | 14º posto in Conference League                                 |
| Kidderminster Harriers | Kidderminster   | 2º posto in Conference League                                  |
| Leek Town              | Leek            | 1º posto in Northern Premier League Premier Division, promosso |
| Morecambe              | Morecambe       | 4º posto in Conference League                                  |
| Northwich Victoria     | Northwich       | 6º posto in Conference League                                  |
| Rushden & Diamonds     | Irthlingborough | 12º posto in Conference League                                 |
| Slough Town            | Slough          | 16º posto in Conference League                                 |
| Southport              | Southport       | 11º posto in Conference League                                 |
| Stalybridge Celtic     | Stalybridge     | 13º posto in Conference League                                 |
| Stevenage Borough      | Stevenage       | 3º posto in Conference League                                  |
| Telford United         | Telford         | 9º posto in Conference League                                  |
| Welling United         | Londra (Bexley) | 18º posto in Conference League                                 |
| Woking                 | Woking          | 5º posto in Conference League                                  |
| Yeovil Town            | Yeovil          | 1º posto in Isthmian League Premier Division, promosso         |

## Classifica finale
|  | Pos. | Squadra            | Pt | G  | V  | N  | P  | GF | GS | DR  |
|  | ---- | ------------------ | -- | -- | -- | -- | -- | -- | -- | --- |
|  | 1    | Halifax Town       | 87 | 42 | 25 | 12 | 5  | 74 | 43 | +31 |
|  | 2    | Cheltenham Town    | 78 | 42 | 23 | 9  | 10 | 63 | 43 | +20 |
|  | 3    | Woking             | 74 | 42 | 22 | 8  | 12 | 72 | 46 | +26 |
|  | 4    | Rushden & Diamonds | 74 | 42 | 23 | 5  | 14 | 79 | 57 | +22 |
|  | 5    | Morecambe          | 73 | 42 | 21 | 10 | 11 | 77 | 64 | +13 |
|  | 6    | Hereford Utd       | 67 | 42 | 18 | 13 | 11 | 56 | 49 | +7  |
|  | 7    | Hednesford Town    | 66 | 42 | 18 | 12 | 12 | 59 | 50 | +9  |
|  | 8    | Slough Town        | 64 | 42 | 18 | 10 | 14 | 58 | 49 | +9  |
|  | 9    | Northwich Victoria | 60 | 42 | 15 | 15 | 12 | 63 | 59 | +4  |
|  | 10   | Welling Utd        | 60 | 42 | 17 | 9  | 16 | 64 | 62 | +2  |
|  | 11   | Yeovil Town        | 59 | 42 | 17 | 8  | 17 | 73 | 63 | +10 |
|  | 12   | Hayes              | 58 | 42 | 16 | 10 | 16 | 62 | 52 | +10 |
|  | 13   | Dover Athletic     | 55 | 42 | 15 | 10 | 17 | 60 | 70 | -10 |
|  | 14   | Kettering Town     | 52 | 42 | 13 | 13 | 16 | 53 | 60 | -7  |
|  | 15   | Stevenage          | 51 | 42 | 13 | 12 | 17 | 59 | 63 | -4  |
|  | 16   | Southport          | 50 | 42 | 13 | 11 | 18 | 56 | 58 | -2  |
|  | 17   | Kidderminster      | 47 | 42 | 11 | 14 | 17 | 56 | 63 | -7  |
|  | 18   | Farnborough Town   | 44 | 42 | 12 | 8  | 22 | 56 | 70 | -14 |
|  | 19   | Leek Town          | 44 | 42 | 10 | 14 | 18 | 52 | 67 | -15 |
|  | 20   | Telford Utd        | 42 | 42 | 10 | 12 | 20 | 53 | 76 | -23 |
|  | 21   | Gateshead          | 35 | 42 | 8  | 11 | 23 | 51 | 87 | -36 |
|  | 22   | Stalybridge Celtic | 29 | 42 | 7  | 8  | 27 | 48 | 93 | -45 |

Legenda:
      Promosso in Football League Third Division 1998-1999.
      Retrocesso in Northern Premier League 1998-1999.
      Retrocesso in Isthmian League 1998-1999.
Regolamento:
Tre punti a vittoria, uno a pareggio, zero a sconfitta.
In caso di arrivo di due o più squadre a pari punti, la graduatoria viene stilata secondo i seguenti criteri:
- differenza reti
- maggior numero di gol segnati

Note:

Slough Town retrocesso in Isthmian League Premier Division 1998-1999 per mancanza di uno stadio idoneo.